# ミレナ・ラデツカ
ミレナ・ラデツカ（Milena Radecka、旧姓：サドレク、1984年10月18日 - ）は、ポーランドの元女子バレーボール選手。カトヴィツェ出身。ポジションはセッター。元ポーランド代表。

## 来歴
2003年、ポーランド代表に初選出される。
2007年より国際大会で活躍、同年のワールドグランプリではレギュラーとして6位入賞、同年11月のワールドカップに出場した。2008年、北京オリンピック世界最終予選では優勝し本大会の出場権を獲得した。同年8月、北京オリンピックに出場した。
2009年、地元で開催された欧州選手権で銅メダルを獲得した。2010年10-11月に日本で行われた世界選手権では9位となった。2011年には代表チームの主将を務め、欧州選手権ではチームを牽引した。

## 球歴
- オリンピック - 2008年（9位）
- 世界選手権 - 2010年（9位）
- ワールドカップ - 2007年（6位）
- 欧州選手権 - 2007年（4位）、2009年（3位）、2011年（5位）
- ワールドグランプリ - 2007年（6位）、2008年（10位）、2009年（7位）、2010年（6位）、2011年（10位）、2013年（15位）

## 所属クラブ
- BKSスタル・ビェルスコ＝ビャワ（2003-2008年）
- PTPSピワ（2008-2009年）
- CSUメタル・ガラツィ（2009-2010年）
- ムシニアンカ・ムシナ（2010-2012年）
- アゼルレイル・バクー（2012-2013年）
- ロコモティフ・バクー（2013-2014年）
- ベルガモ（2014-2015年）
- インペル・ヴロツワフ（2015-2016年）